# Мопс
Мопс, або розм. му́цик, — порода декоративних собак, виведена в Китаї.

## Про породу
Мопс — декоративний собака, якого здавна тримала знать. Позитивні риси: жвавий, веселий, врівноважений характер, відданість господареві. Недоліки породи: боязкість, нервовість, часті хвороби дихальних шляхів та очей. Середня тривалість життя: 13-15 років.
Вигляд
Чорні собаки мають жорсткішу шерсть, світлі — м'якшу. Форма голови у мопсів масивна й округла. Кістки черепа не проглядаються, передня частина тупа, сплюснута, лоб трохи виступає над бровами, шкіра складається зморшками.

## Історія породи

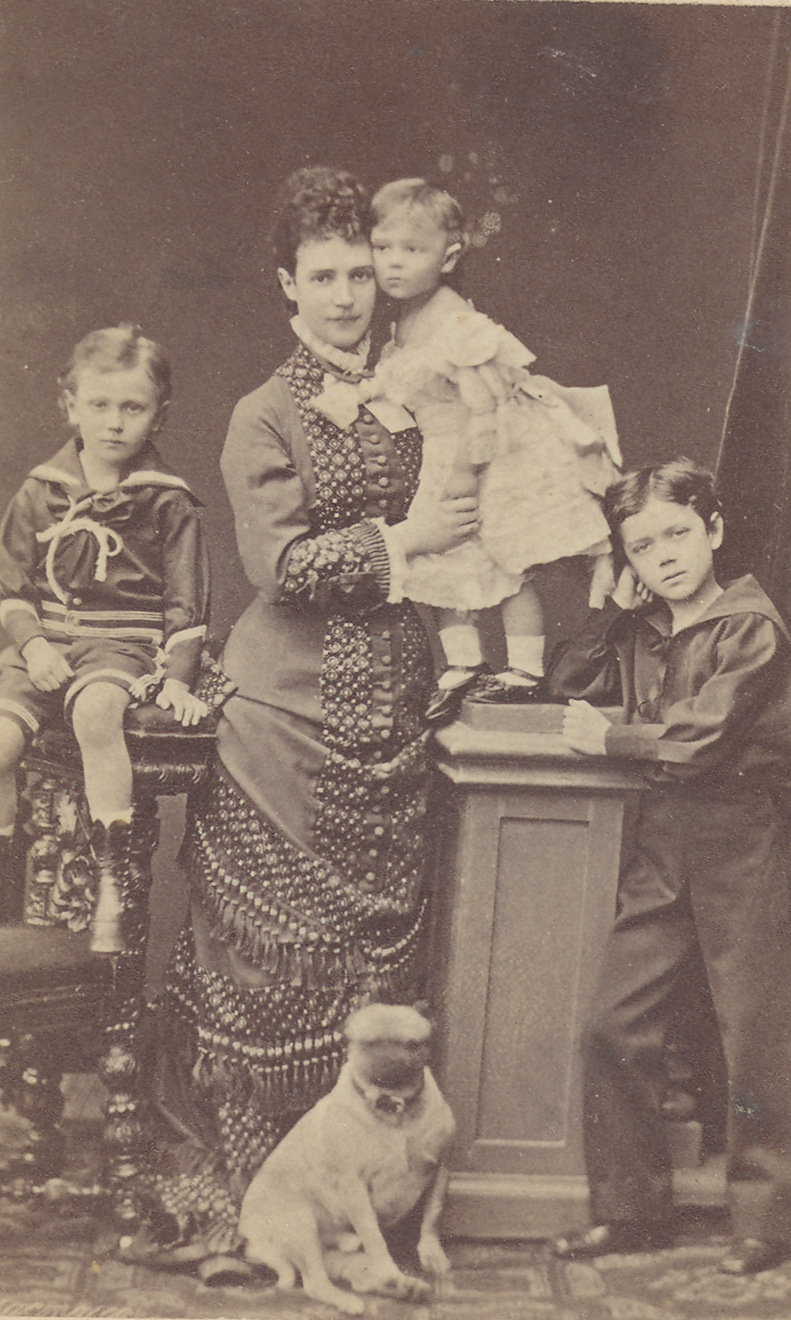
Російська імператриця Марія Федорівна з дітьми та мопсом

Мопс — стародавня китайська порода. У ранніх китайських рукописах згадуються «квадратні, низькі собаки з короткою мордою». У Китаї існували собаки «Ха Па» і «Ло Цзе». Ці два різновиди були дуже схожі й розрізнялися тільки за довжиною шерсті. «Ха Па» були довгошерстими. Ймовірно, предками мопсів були «Ло Цзе», які були схожі на пекінесів, але мали коротку шерсть. Мопси були собаками знаті та утримувались в багатих будинках. В ті часи у мопсів ще не було настільки глибоких зморшків, але проявлявся чіткий малюнок складок на лобі, що нагадував ієрогліфи. Саме тому зморшки на лобі мопса називали імператорським знаком. Мопси вперше потрапили до Франції з турецьким флотом в 1553 році. Пізніше ця порода стала улюбленою і в Нідерландах, де її колір був аналогічним з кольором керівничого дому Оранських. Коли Вільгельм III Оранський став англійським королем, він і його дружина Марія II привезли в 1689 році мопсів з Нідерландів. Ця порода була дуже популярна близько двох століть. Але поступово мопсів ставало менше. У 1864 році для англійської королеви Вікторії, яка забажала мати у себе цю породу, насилу розшукали одного собаку. Через 20 років був створений перший клуб любителів мопсів, і завдяки йому порода почала відновлюватися, поліпшуватися та набувати тих стандартів, які донині поціновуються в цих собаках.

## Опис породи

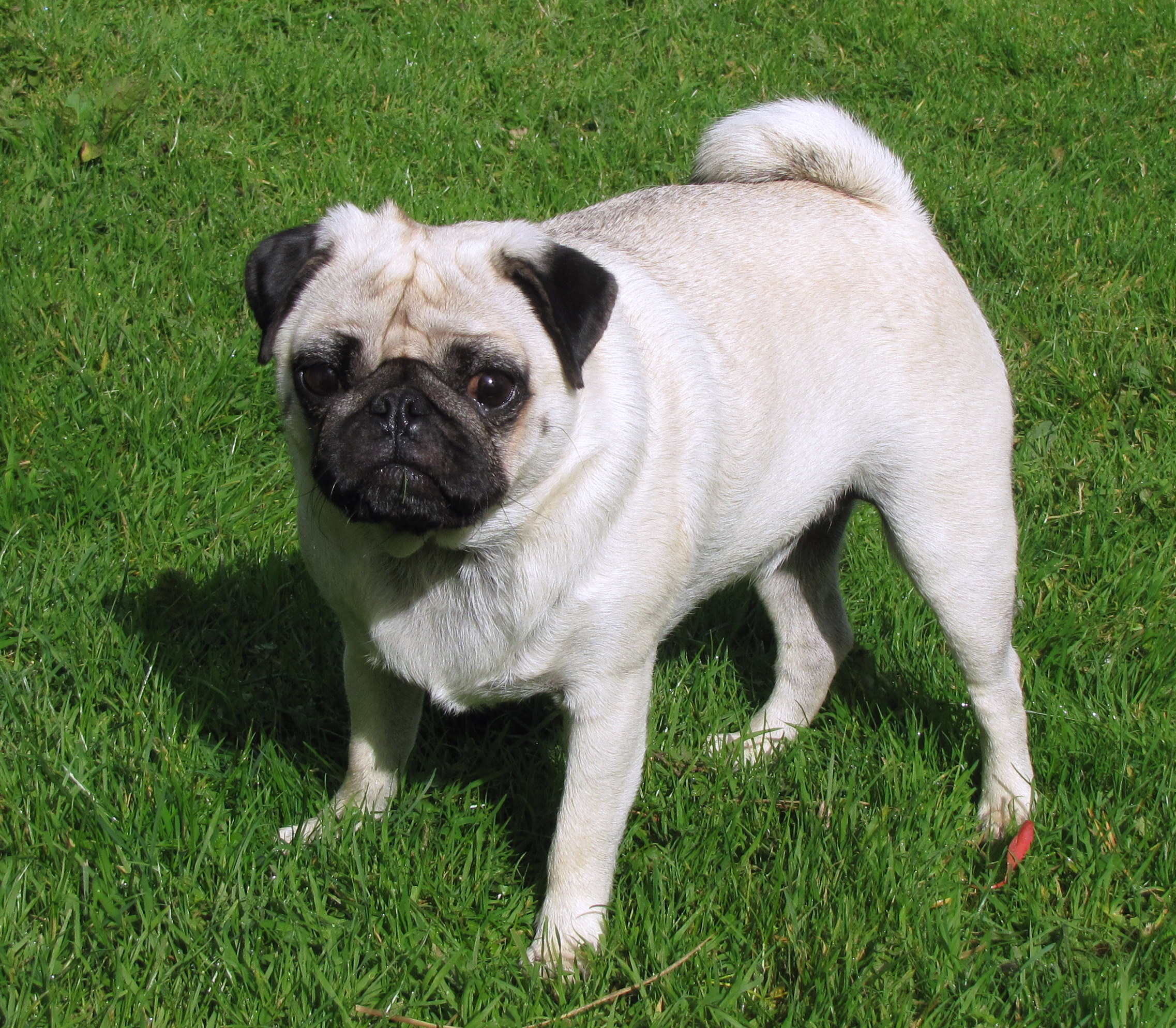

Стандарти межі XX-XXI століть надавали значення вазі породи - 6-8 кг. У стандарті не обумовлюють висоту в холці, але на практиці оптимальна висота сук повинна була бути в діапазоні 25-30,5 см, кобелів — 30,5-33 см. Стандарти породи другої половини XIX століття показували висоту в холці 30,5 см, вага — 7 кг.
Голова велика, кругла, але не «яблукоподібна», без виїмок на черепі. Морда — коротка, тупа, квадратна, не кирпата. Явно позначені зморшки. Правильна голова мопса повинна вписуватися у квадрат. Мочка носа знаходиться на середній лінії, що проходить через середину очей і розділяє лицьову ділянку голови на дві майже рівні частини — лобова частина і морда. При погляді спереду череп повинен бути майже пласким між вухами; куполоподібний (опуклий) або «яблукоподібний» череп — серйозний недолік. При погляді збоку лоб мопса не повинен виступати вперед на зразок чола японського хіна. Морда повинна бути короткою, плоскою і широкою, практично рівною ширині чола. Провали під очима свідчать про погану наповненість морди. Візуально це робить морду довшою, і типовий вид голови мопса як єдиного цілого пропадає. Створюється враження, що голова собаки складається з двох частин, бо провали під очима різко відмежовують морду від лицьової частини черепа. Нижня щелепа повинна бути широкою, а підборіддя досить вираженим. В іншому випадку вся морда буде виглядати недостатньо розвиненою і звуженою.
Перенісся у мопса повинно бути злегка вираженим, оскільки повна його відсутність веде до проблем з диханням і, як наслідок, до серцевої недостатності, аритмії й непритомності при сильних заворушеннях і фізичних навантаженнях. Перенісся бажано має бути абсолютно прямим, воно не повинно бути ввігнутим, інакше виникає так звана «кирпатість», більш характерна для японських хінів, грифонів або французьких бульдогів. У мопсів, на відміну від цих порід, носові ходи укорочені, а не викривлені. Ще більшим недоліком, ніж кирпата мочка носа, є морда, опущена вниз. При опущеній морді вираз «обличчя» у мопса стає скорботним і плаксивим. Що стосується зморшок, то бажано, щоб вони утворювали красивий, по можливості симетричний малюнок, але при цьому не повинно створюватися враження вогкої та звисаючої шкіри під очима й у губ, на зразок голови англійського бульдога або шарпея. Брилі не повинні відвисати. Форма складки над носом не має значення, однак більшість експертів надають перевагу суцільній, а не переривчастій, вважаючи, що при цьому голова мопса виглядає більш породно. Складка повинна гармоніювати з усією лицьовою частиною, тобто не бути надмірно товстою, важкою і нависаючою над переніссям, що обтяжить голову в цілому, і не бути надто тонкою, що внесе дисгармонію в масивну голову з великими очима і широкою, наповненою мордою. Мочка носа повинна бути тільки чорною; освітлена — великий недолік. Ніздрі великі й добре відкриті. Очі великі, круглі, випнені, темні.
Великі очі мопса повинні бути посаджені досить широко, на одній лінії з носом. Близько посаджені очі надають мопсові нетиповий, дурнуватий вигляд. Характерний для мопса вираз пильності й пустощів буде втрачено. На щастя, подібний недолік зустрічається нечасто. Світло забарвлені очі — серйозний недолік, також як і маленькі очі або очі, у яких сильно видно білки. До недоліків відносяться також розкосі, мигдалеподібні очі й очі занадто витрішкуваті. Прикус — невеликий перекус. Перекошений (кривий) рот, в якому видніються зуби й висунутий язик вкрай небажаний. Передні зуби (різці) широкої нижньої щелепи завжди на прямій лінії. Вуха тонкі, маленькі, м'які, високо посаджені, щільно прилягають до голови. Два різновиди — «розочки» — маленькі вуха, складені над головою, відведені назад так, що відкрита внутрішня частина. «Ґудзики» — вуха, закладені вперед, краями щільно притиснуті до черепа, закривають внутрішні отвори. Бажано подавати останні.
Шия злегка вигнута, сильна і товста. Шия повинна бути достатньої довжини, з добре вираженим загривком, щоб забезпечити плавний перехід шиї в холку і горду поставу. Вона не повинна бути занадто короткою (як у бульдога), оскільки в цьому випадку голова візуально посаджена в плечі. Шия надто довга надає мопсові незграбний вигляд.
Тулуб короткий, компактний, кремезний, з добре розвиненою мускулатурою. Довжина тулуба приблизно дорівнює висоті в загривку (квадратний формат). Груди широкі, з добре вигнутими ребрами. Хвіст недовгий, високо посаджений, згорнутий у кілечко і притиснутий до тулуба. Подвійне кільце — гідність. Кінцівки прямі, закороткі, міцні.
Шерсть коротка, тонка, гладка, щільно прилегла, на дотик м'яка і ніжна. Забарвлення жовтувато-палеве, сріблясте або чорне. Світлі забарвлення супроводжуються чорною маскою (затемнення на морді й вухах, на лобі у вигляді ромба, темні бородавки) і, можливо, темною смугою (ремінь) на хребті від потиличного горбика до основи хвоста.

## Утримання і догляд

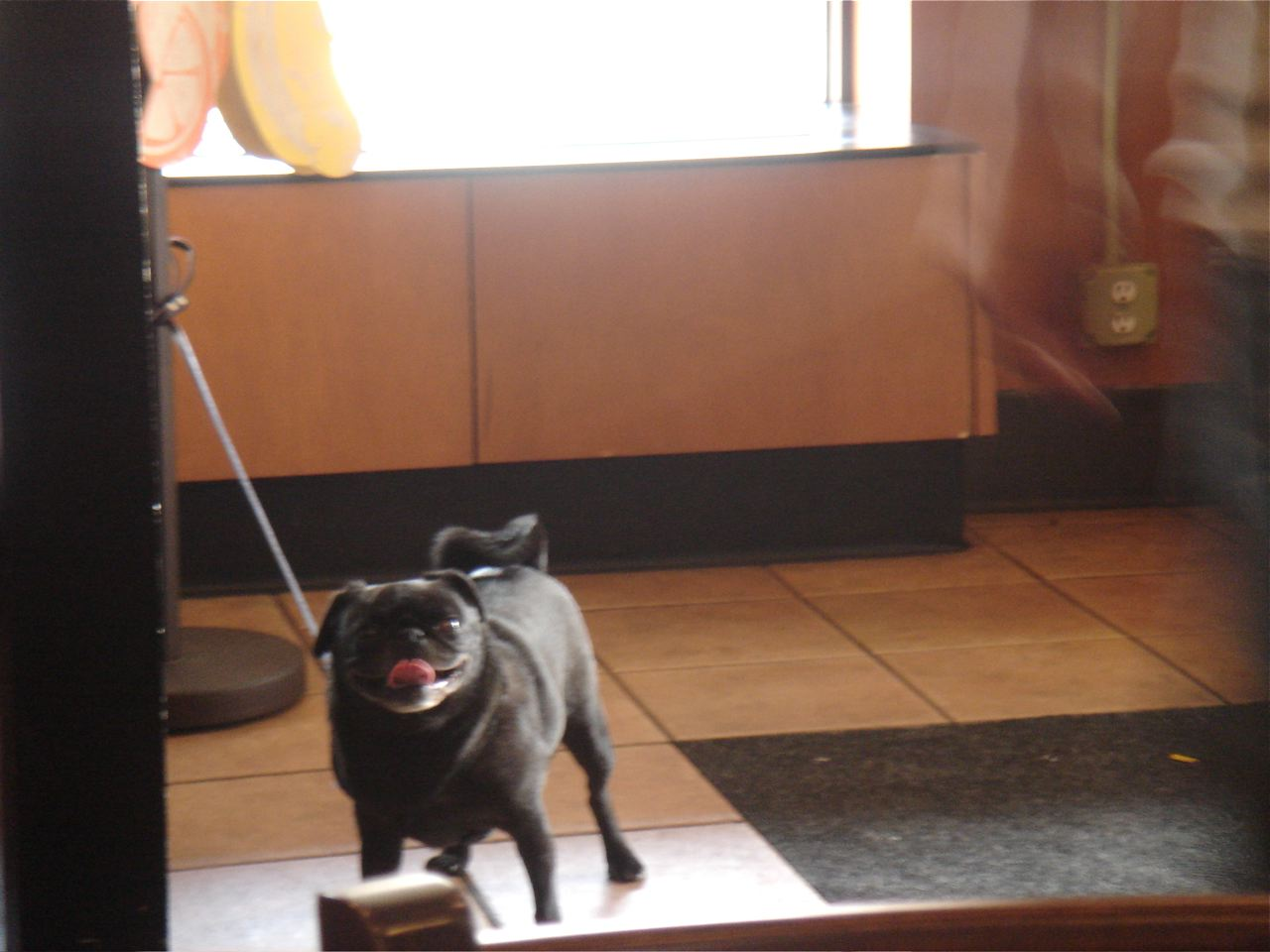

У мопсів існує специфічне захворювання очей, яке має назву «хронічна ерозія рогівки». Спочатку на рогівці ока виникає майже непомітний дефект і помутніння, які супроводжуються сльозотечею і блефароспазмом (спазм повік). Через кілька місяців навколо цього дефекту починають проростати кровоносні судини. Для лікування хронічної ерозії рогівки використовують препарати йоду, антибіотики й вітамін А. Крім мопсів, до цього захворювання схильні боксери, французькі бульдоги й пекінеси. Крім того, мопс, як і всі «кирпаті» собаки, голосно хропить уві сні. Також за годуванням мопсів слід уважно стежити, інакше він піддасться сильному ожирінню і це позначиться на тривалості його життя. Дихальний апарат мопса недосконалий, тому потрібно стежити, щоб собака не перевтомлювалася від бігання, не перебувала в задушливому приміщенні та не перегрівалася в спеку. Як собака зі щільною і розвиненою кістковою і м'язовою системою мопс вкрай чутливий до нестачі рухів та наявності кальцію в раціоні, а також до правильного співвідношення в ньому кальцію і фосфору. Брак рухів призводить до порушення кровообігу через велику м'язову масу, атрофія якої призведе до швидкої загибелі собаки. Недолік кальцію і неправильне співвідношення кальцію і фосфору в раціоні призводить до порушень нервової системи та психіки, втрат свідомості, а також до цілого комплексу порушень здоров'я тварини. Безліч міфів про спадкові захворювання мопсів походять від їх неправильного годування та утримання. Мопс потребує грамотних та відповідальних власників. Ці собаки дорогі в утриманні, вимагають підвищеної уваги. Також у мопсів може запрівати складка над носом. Її треба обробляти перекисом водню 1-2 рази на тиждень. Після обробки слід посипати присипкою.

## У кінематографі

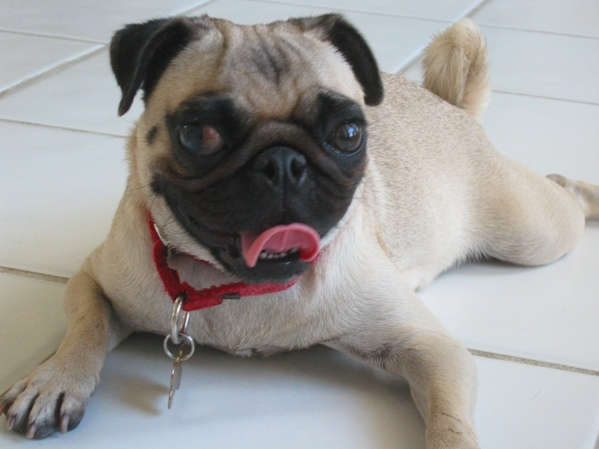
В одній з квартир Чернігова

- Френк (англ. Frank the Pug[en]), інопланетянин з фільмів «Люди в чорному» (1 і 2), маскується під мопса.
- Мопси — улюблені домашні вихованці Марті Хаггінса, політика з фільму «Брудна кампанія за чесні вибори».
- У фільмі «Марія-Антуанетта (фільм, 2006)» Марія-Антуанетта є власницею великої кількості мопсів. За традицією, наречена повинна залишити все, що нагадувало б їй про іноземний двір; це включає не тільки весь її одяг і особисті речі, але також друзів і коханих собак.
- Мопс Персі — друг Покахонтас.
- Мопси Майя та Едгар є домашніми улюбленцями зірки ютубу, та однієї з найвідоміших інтернет-знаменитостей — П'юДіПая (PewDiePie), а також його дівчини Марсії (CutiePieMarzia). Майя та Едгар є героями пісень, відеоігор і короткометражних відео.

## Мопси в мистецтві

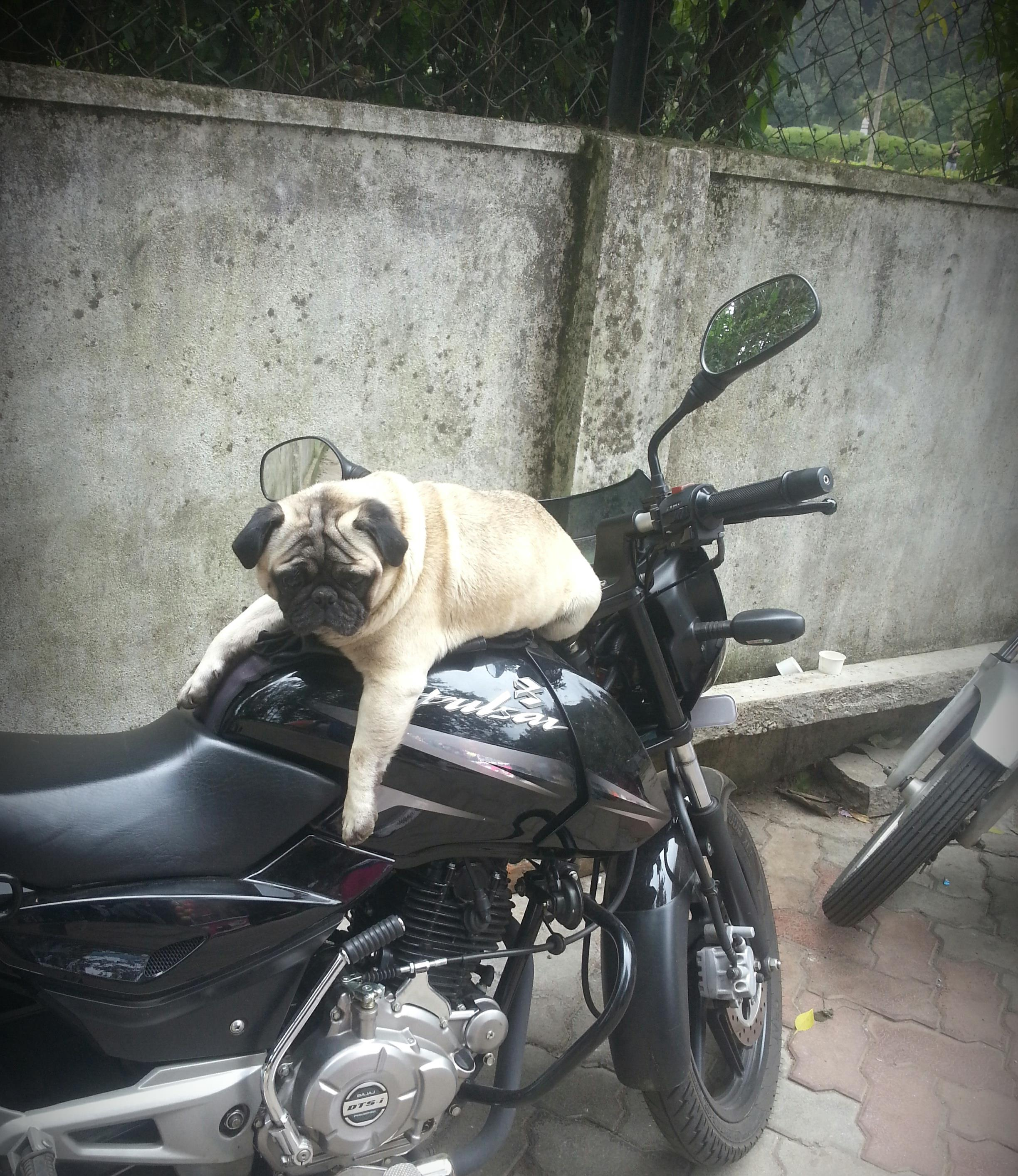
Мопс на мотоциклі

Мопси тричі опинялися на обкладинці популярного і відомого у всьому світі тижневика The New Yorker (27 вересня 2004 року, 8 лютого 2010 року та 19 грудня 2016 року).